# Tillandsia monadelpha
Tillandsia monadelpha là một loài thuộc chi Tillandsia. Đây là loài bản địa của Costa Rica, Venezuela và Ecuador.